# Shiba
Shiba-inu (jap. 柴犬) – jedna z sześciu ras psów japońskich, należąca do szpiców i psów w typie pierwotnym, zaliczona do sekcji szpiców azjatyckich i ras pokrewnych. Nie podlega próbom pracy.
Zgodnie z klasyfikacją amerykańską należy do grupy psów pracujących.

## Rys historyczny
Shiba-inu pochodzi z górzystych terenów regionu Chūbu i stamtąd pochodzi jego nazwa, ale jej pochodzenie nie jest jasne. Słowo inu (犬) znaczy po japońsku „pies”, a shiba (柴) – „chrust”, „drewno na opał”, „czerwoną roślinność” powszechną na obszarach, na których był używany do polowań na małą zwierzynę i ptactwo. Przyjmuje się też, że shiba mogło oznaczać „mały” w martwym już dialekcie lokalnym. 
Zależnie od okolic, w których je hodowano, psy różniły się między sobą. Gdy w latach 1868–1912 przywieziono z Anglii psy podobne do angielskich seterów i pointerów, myślistwo zyskało w Japonii rangę sportu. Powszechnym stało się też krzyżowanie shiby z angielskimi przybyszami. W latach 1912–1926 shiba czystej rasy stała się niezmierną rzadkością, ograniczoną do swych pierwotnych obszarów. W zachowanie czystej rasy shiby zaangażowali się wtedy myśliwi i inne wykształcone osoby. Ratowanie ograniczonej liczby czystych w typie psów rozpoczęło się na poważnie od 1928 roku, a w 1934 ujednolicono ostatecznie wzorzec rasy. W 1937 roku shibę uznano za pomnik przyrody. Następnie rasę tę ciągle ulepszano, aby stała się taką, jaką jest znana obecnie.

## Użytkowość

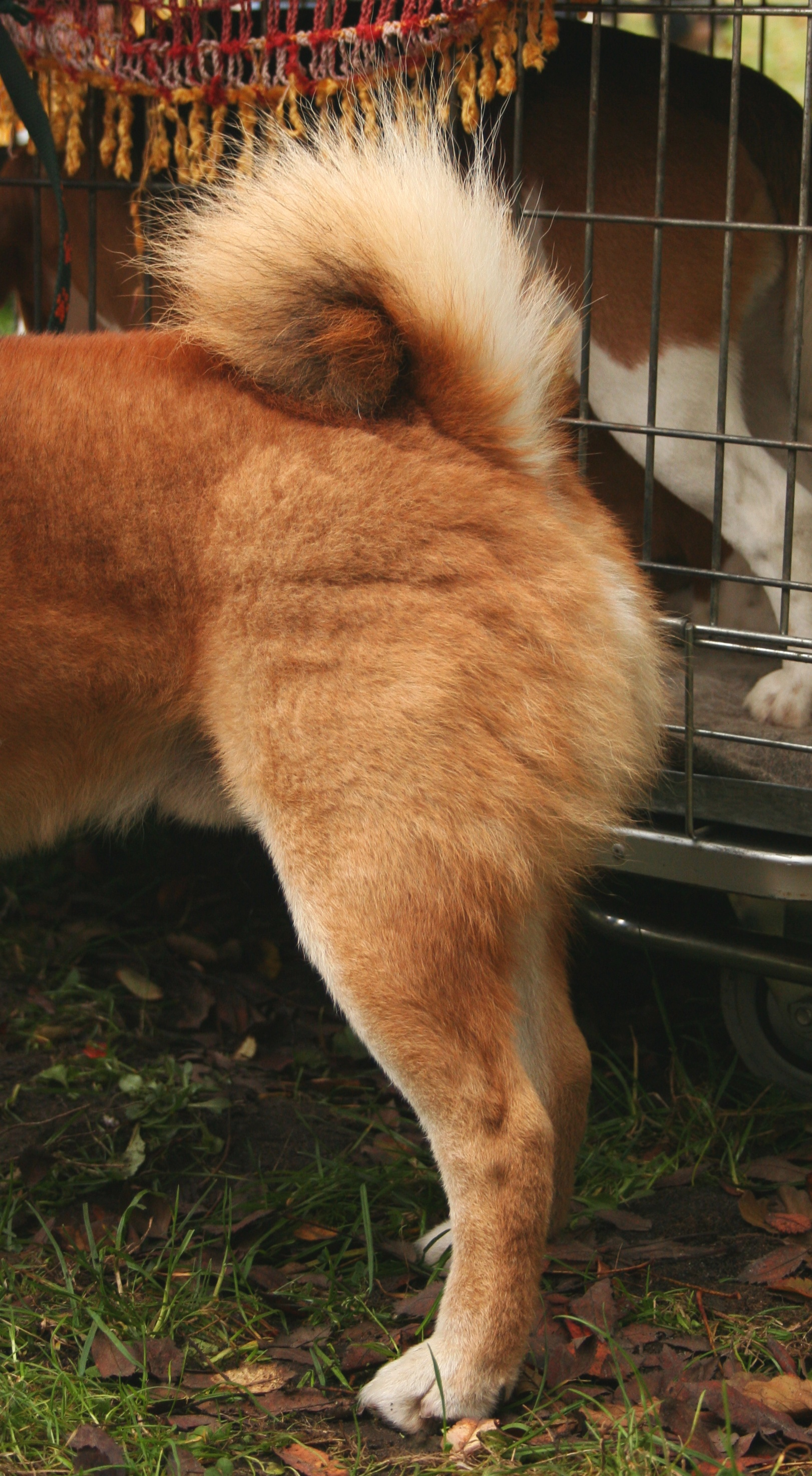
Charakterystycznie dla szpiców zakręcony ogon nad grzbietem u shiba-inu

Początkowo shiba był używany do polowań na ptactwo i małą zwierzynę. Obecnie jest to rasa psów do towarzystwa.

## Szata i umaszczenie
Umaszczenie (trzy główne kolory): rudy, czarny i sezamowy, możliwe białe znaczenia na podbrzuszu, łapach i okolicach kufy. Sezamowa sierść jest mieszanką rudej i czarnej. Mogą mieć białą część podobną do psów o czarnej sierści. Istnieje niewielka liczba siwowłosych shiba-inu.
Szata: okrywowy włos twardy, szorstki i prosty. Podszerstek miękki i gęsty. Kłąb i zad pokryty jest nieco dłuższym włosem – włos na ogonie jest dłuższy niż na reszcie ciała.

## Charakter i usposobienie
Shiba jest psem niezależnym, jednak lojalnym i przywiązanym do osób, które zdobędą jego zaufanie. Ma dobry kontakt z dziećmi, powinien jednak przebywać w domu tylko ze starszymi dziećmi, które traktują zwierzęta we właściwy sposób. Nie jest polecany dla rodzin z niemowlętami i małymi dziećmi. Wobec nieznajomych zwykle zachowuje dystans, jest nieufny. Łatwo przystosowuje się do życia w różnych warunkach, wymaga jednak regularnych ćwiczeń na smyczy lub na terenie zamkniętym. W przypadku braku odpowiedniej dawki ruchu posiada tendencję do niszczenia przedmiotów w domu. Jest bardzo zaborczy w stosunku do swoich zabawek, jedzenia i innych przedmiotów, które uznaje za swoją własność. W celu zapobiegnięcia wystąpienia negatywnych cech charakteru zalecana jest jak najwcześniejsza socjalizacja i trening psa, najlepiej przez wykwalifikowanego trenera.

## Budowa
- głowa: czoło szerokie, policzki dobrze rozwinięte, stop wyraźnie zaznaczony, kufa prosta z lekkimi, krótkimi faflami, przylegającymi, nos powinien być czarny, zgryz nożycowy
- oczy: nieduże, trójkątne, koloru ciemnobrązowego, lekko skośne
- uszy: małe, stojące, trójkątne, nastawione do przodu
- szyja: gruba, mocna, proporcjonalna do głowy i tułowia
- sylwetka: grzbiet prosty i silny, lędźwie szerokie, silnie umięśnione, żebra umiarkowanie wysklepione, klatka piersiowa głęboka, brzuch podciągnięty
- ogon: wysoko osadzony, wysoko noszony, zakręcony nad grzbietem, ogon opuszczony sięga prawie do stawów skokowych
- kończyny przednie: proste, łopatka ukośna, łokcie przylegające
- kończyny tylne: udo długie, podudzie krótkie, dobrze rozwinięte
- stopa: palce ścisłe, zwarte, stopa wysklepiona, paznokcie mocne
- ruch: lekki i dynamiczny
- proporcja wysokości i długości 10:11

## Pozostałe informacje
- Shiba-inu jest najmniejszym z przedstawicieli japońskich szpiców[4].
- Na podstawie zdjęcia jednego z psów tej rasy powstał popularny mem internetowy o nazwie „pieseł”.